# 창신고등학교 축구단
창신고등학교 축구부는 경상남도 창원시에 위치한 창신고등학교의 축구부이다. 창신고등학교가 운영했었던 김판곤 축구 감독과 같은 인물들을 배출해왔다.

## 참고 문헌
- “KFA 통합경기정보 시스템”. 대한축구협회.

## 같이 보기
- 창신고등학교